# Materia oscura

Mappa tridimensionale della materia oscura elaborata da NASA, ESA e R. Massey (CALTECH)

In cosmologia, la materia oscura è un'ipotetica componente di materia che, diversamente dalla materia conosciuta, non emetterebbe radiazione elettromagnetica e sarebbe attualmente rilevabile solo in modo indiretto attraverso i suoi effetti gravitazionali.
L'ipotesi nasce per giustificare diverse osservazioni astrofisiche, in particolare delle stime della massa delle galassie o degli ammassi di galassie e delle proprietà delle fluttuazioni nel fondo cosmologico, in base alle quali, secondo le leggi della gravitazione standard, la materia oscura dovrebbe costituire quasi il 90% della massa presente nell'universo. Inoltre, secondo i modelli di formazione ed evoluzione delle galassie, la materia oscura costituirebbe circa il 27% della densità di energia totale dell'universo osservabile e per questo avrebbe avuto una forte influenza sulla sua struttura ed evoluzione.
Sulla sua composizione sono state formulate diverse ipotesi relative a usuale materia barionica (gas molecolare, asteroidi, pianeti, lune, stelle morte, un gran numero di nane brune o buchi neri), tuttavia le stime della densità dell'universo e del numero di atomi indicano con maggior probabilità una composizione di tipo nuovo, non barionica, di questo tipo di materia. Gli astrofisici ipotizzano l'esistenza di nuove particelle, forse superpartner (come il neutralino), raggruppate sotto il nome generico di weakly interacting massive particles ("particelle massicce ad interazione debole" o WIMP). Molti esperimenti per rilevare e studiare direttamente le particelle di materia oscura sono in corso, ma nessuno ha ancora avuto successo. La materia oscura è classificata come "fredda", "calda" o "molto calda" in base alla sua velocità. I modelli attuali favoriscono uno scenario di materia oscura fredda.
Sebbene l'esistenza della materia oscura sia generalmente accettata dalla comunità scientifica, alcuni astrofisici, in base ad osservazioni che non sono ben spiegate neppure da tale ipotesi, propongono varie modifiche delle leggi della relatività generale, senza invocare l'esistenza di materia supplementare non barionica.

## Aspetti generali

Stima della distribuzione della massa-energia nell'universo (rilevazioni del 2013): Energia oscura, Materia oscura, Materia conosciuta

Nonostante dettagliate mappe che coprono lo spettro delle emissioni elettromagnetiche nell'Universo vicino, dalle onde radio ai raggi gamma, si è riusciti a individuare solo circa il 10% della massa che risulterebbe dagli effetti gravitazionali osservabili. L'astronomo dell'Università di Washington Bruce H. Margon ha dichiarato nel 2001 al New York Times:
Le più recenti misure indicano che la materia oscura costituirebbe circa l'86% della massa dell'universo e circa il 27% della sua energia. Inizialmente veniva indicata come "massa mancante", termine che può essere fuorviante dal momento che ne apparirebbero osservabili gli effetti gravitazionali; tuttavia, gli strumenti di analisi spettroscopica non rilevano la radiazione elettromagnetica di questa materia, dal che l'aggettivo "oscura" poiché a mancare sarebbe solo la sua "luce".
Il concetto di materia oscura ha senso all'interno dell'attuale modello standard della cosmologia basato sul Big Bang per due ragioni fondamentali: 
- non si potrebbe altrimenti spiegare la formazione di galassie e ammassi di galassie nel tempo calcolato dall'evento iniziale del Big Bang stesso.
- in uno scenario cosmologico come l'attuale, che prevede come unica forza cosmologica la gravità, non si spiegherebbe come le galassie si possano mantenere integre, dato che la materia visibile, composta da barioni, non è in grado di sviluppare una sufficiente attrazione gravitazionale.

Invece, se il modello dovesse risultare errato, si potrebbe non avere necessità dell'ipotesi della materia oscura, giacché essa deriva solo dalla violazione di un modello matematico e non da alcuna dimostrazione sperimentale certa.
La materia oscura non va confusa con la diversa ipotesi che va sotto il nome di energia oscura.

## Storia

Variazione della materia oscura con la distanza (dati HST)

Nel 1933 l'astronomo Fritz Zwicky stava studiando il moto di ammassi di galassie lontani e di grande massa, nella fattispecie l'ammasso della Chioma e quello della Vergine. Zwicky stimò la massa di ogni galassia dell'ammasso basandosi sulla sua luminosità e sommò tutte le masse galattiche per ottenere la massa totale dell'ammasso. Ottenne poi una seconda stima indipendente della massa totale, basata sulla misura della dispersione delle velocità individuali delle galassie nell'ammasso; questa seconda stima di massa dinamica era 400 volte più grande della stima basata sulla luce delle galassie.
Sebbene prove sperimentali ci fossero già ai tempi di Zwicky, fu solo negli anni settanta che gli scienziati iniziarono ad esplorare questa discrepanza in modo sistematico e che l'esistenza della materia oscura iniziò ad essere considerata. La sua scoperta non risolverebbe solo la mancanza di massa negli ammassi di galassie, ma avrebbe conseguenze di ben più larga portata sulla capacità dell'uomo di predire l'evoluzione e il destino dell'Universo.

## Potenziali prove della materia oscura

### La rotazione delle Galassie

Curva di rotazione della galassia: (A): predetta; (B): osservata.

Un'importante prova osservativa della necessità della materia oscura è fornita dalle curve di rotazione delle galassie a spirale. Queste galassie contengono una vasta popolazione di stelle poste su orbite quasi circolari attorno al centro galattico. Come accade per le orbite planetarie, in base alla terza legge di Keplero le stelle con orbite galattiche più grandi dovrebbero avere velocità orbitali minori, ma tale legge è applicabile soltanto a stelle vicine alla periferia di una galassia a spirale poiché presuppone che la massa racchiusa dall'orbita sia costante.
Tuttavia gli astronomi hanno condotto osservazioni delle velocità orbitali  delle stelle nelle regioni periferiche di un gran numero di galassie spirali e in nessun caso esse seguono la terza legge di Keplero: invece di diminuire a grandi raggi, le velocità orbitali rimangono con ottima approssimazione costanti. L'implicazione è che la massa racchiusa da orbite di raggio via via maggiore aumenti anche per stelle che sono apparentemente vicine al limite della galassia. Sebbene si trovino presso i confini della parte luminosa della galassia, questa ha un profilo di massa che apparentemente continua ben al di là delle regioni occupate dalle stelle.
Considerando le stelle presso la periferia di una galassia spirale, con velocità orbitali osservate normalmente di 200 km/s, se la galassia fosse composta solo dalla materia visibile queste stelle l'abbandonerebbero in breve tempo, dato che le loro velocità orbitali sono quattro volte più grandi della velocità di fuga dalla galassia. Dato che non si osservano galassie che si stiano disperdendo in questo modo, al loro interno deve trovarsi massa di cui non si tiene conto quando si calcola tutta quella visibile.

### Le lenti gravitazionali

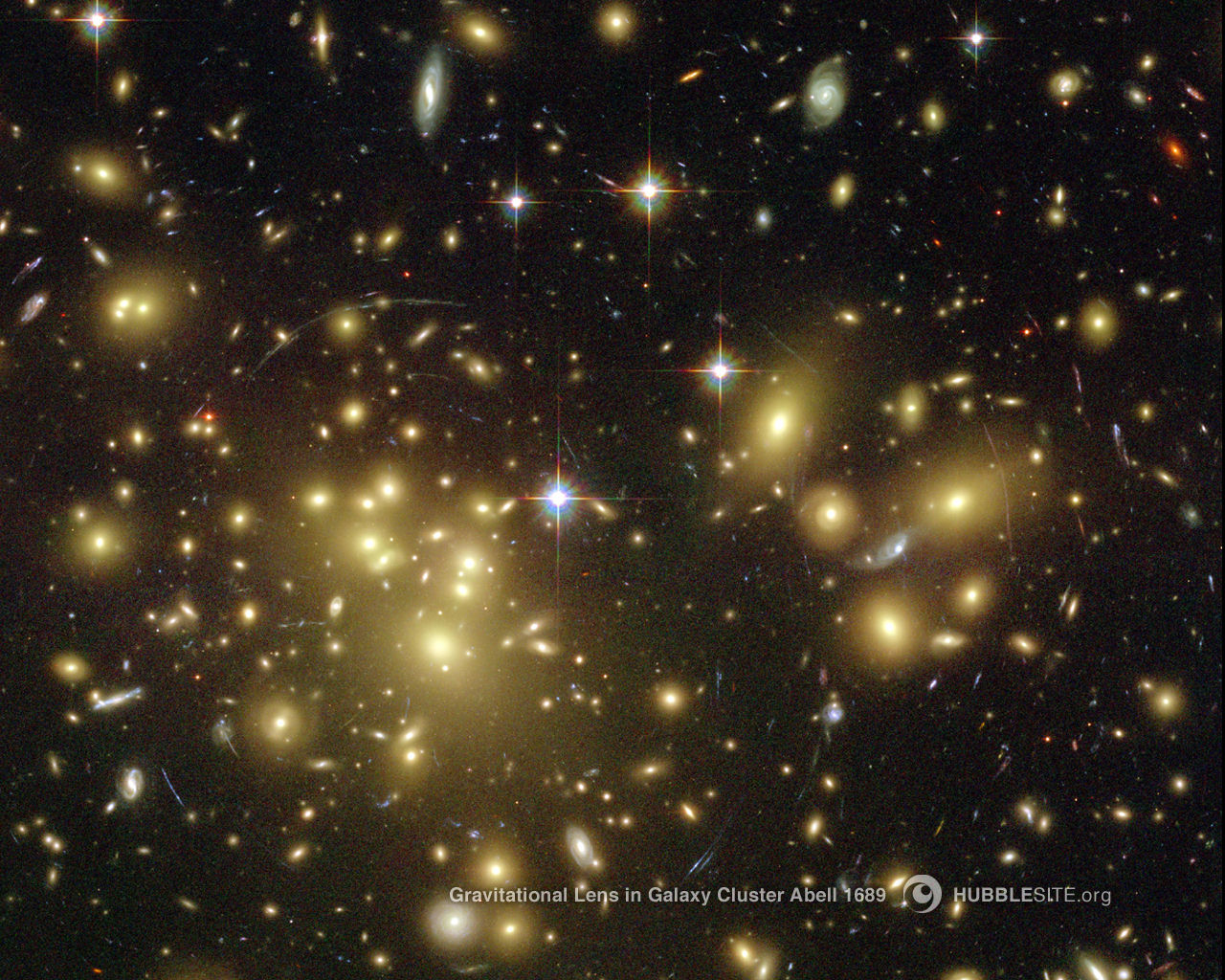
Lente gravitazionale in un gruppo di galassie

Un'altra possibile prova dell'esistenza della materia oscura è data dall'osservazione di effetti di lente gravitazionale in presenza di una massa visibile che risulta insufficiente a giustificarli. Nel 2008 un gruppo di ricercatori, tra cui francesi e canadesi coordinati dall'Istituto di Astrofisica di Parigi, utilizzando il telescopio Canada-France-Hawaii Telescope (Cfht) posto sul monte Mauna Kea nelle Hawaii, studiò migliaia di immagini constatando la deviazione che la luce subiva anche in punti dove non erano visibili masse.

### Altri aspetti sperimentali
Il 21 agosto 2006 la NASA rilasciò un comunicato stampa secondo cui il telescopio spaziale Chandra avrebbe trovato prove dirette dell'esistenza della materia oscura nello scontro tra due ammassi di galassie. All'inizio del 2007 gli astronomi del Cosmic Evolution Survey e Hubble Space Telescope, utilizzando le informazioni ottenute dal telescopio Hubble e da strumenti a terra, hanno tracciato una mappa della materia oscura rilevando che questa permea l'universo; ove si trova materia visibile deve essere presente anche grande quantità di materia oscura, ma questa è presente anche in zone dove non si trova materia visibile.
Il 3 aprile 2013 gli scienziati della NASA hanno riferito che i primi risultati dell'esperimento Alpha Magnetic Spectrometer sulla Stazione spaziale internazionale evidenziano un eccesso di positroni ad alta energia nei raggi cosmici, di cui una delle cause potrebbe essere la presenza di materia oscura.

## Ipotesi sulla materia oscura
In letteratura sono comparse numerose teorie per spiegare la natura della cosiddetta "massa mancante", legate a diversi fenomeni. La materia oscura sarebbe localizzata nel "nero" che circonda le stelle e viene distinta fondamentalmente in barionica e non barionica:
- La materia oscura barionica è quella composta da materia del tutto simile a quella che costituisce le stelle, i pianeti, la polvere interstellare, ecc., che però non emette radiazioni. Altri possibili costituenti della materia oscura barionica sono stati indicati nei MACHO (Massive Compact Halo Objects), oggetti compatti di grande massa dell'alone galattico.
- La materia oscura non barionica è rappresentata principalmente dalle ipotetiche particelle WIMP (Weakly Interacting Massive Particles), dotate di grande massa unitaria, composte da materia intrinsecamente diversa dalla abituale barionica e debolmente interagente con essa, e quindi difficilmente rilevabili. Si ipotizza possa trattarsi di particelle supersimmetriche quali neutralini, o neutrini massicci, o assioni o altre particelle mai osservate e soggette solo alla forza gravitazionale e all'interazione nucleare debole. Tre tipi di esperimenti cercano di rivelare queste particelle: I) la loro produzione in acceleratori di particelle, II) l'osservazione dell'energia che dovrebbero rilasciare quando urtano con la materia ordinaria, III) le annichilazioni fra particelle di materia oscura presenti attorno al centro della galassia o del sole potrebbero dare particelle normali, quali neutrini, positroni, anti-protoni. Inoltre la scoperta che il neutrino ha massa, seppur estremamente bassa, lo rende candidato a rappresentare almeno una quota della materia oscura e potrebbe in parte spiegare l'eccesso di massa degli ammassi e superammassi di galassie, ma non quello delle singole galassie, poiché esso si muove a velocità prossima a quella della luce, sfuggendo prima o poi all'attrazione gravitazionale ed uscendo da esse.

Ulteriori ipotesi riguardano i buchi neri primordiali, le stelle brune, le stelle solitoniche, le stelle di bosoni, le pepite di quark.
Si pensa che almeno il 90% della materia oscura sia non barionica. Infatti, essendo l'abbondanza cosmica del deuterio (un atomo di deuterio per ogni 100 000 di idrogeno) estremamente sensibile alla densità di materia barionica presente durante la nucleosintesi primordiale, una densità barionica maggiore avrebbe per conseguenza una presenza di deuterio molto più bassa. Al contrario, l'abbondanza di deuterio osservata è compatibile con la densità della materia rilevabile.
Viene fatta una distinzione anche in Materia oscura fredda, rappresentata essenzialmente dalle ipotetiche particelle "lente" WIMP, e Materia oscura calda, rappresentata dai neutrini che sono particelle superveloci. L'attuale modello standard della cosmologia prevede che la materia oscura sia quasi tutta fredda.
Nella teoria delle stringhe, in particolare nelle varianti del mondo-brana e dell'universo ecpirotico, la materia oscura non è altro che la forza di gravità della materia ordinaria di un'altra brana, vicina ma invisibile, costituita da stringhe.

## Teorie alternative
Un approccio alternativo è quello di non ritenere corrette le leggi della gravitazione per valori così bassi di densità, e/o scale spaziali così grandi. Per questo motivo, numerosi fisici hanno provato a elaborare delle teorie gravitazionali in grado di descrivere le osservazioni sperimentali senza ipotizzare l'esistenza della materia oscura. Al presente non si è ancora riusciti a costruire una tale teoria, ma, dato che allo stesso tempo non si è ancora trovata nessuna prova sperimentale della materia oscura, la ricerca in questa direzione continua. Alcuni tentativi in tale direzione sono:
- Arrigo Finzi, teoria modificata della gravitazione, 1963[13]
- John W. Moffatt, gravitazione non simmetrica (NGT, Nonsymmetric Gravitational Theory), 1994[14]
- Mordehai Milgrom, teoria MOND, acronimo di Modified Newtonian Dynamics (dinamica newtoniana modificata), 1981.[15] Prevede che sulle scale di accelerazione tipiche delle zone esterne delle galassie la legge di gravitazione universale di Newton debba essere leggermente modificata, in modo da tener conto delle curve di rotazione piatte senza fare ricorso alla materia oscura. La teoria MOND è stata anche sostenuta e rielaborata dal pioniere della termodinamica dei buchi neri, Jacob David Bekenstein.
- Jacob Bekenstein, tensor-vector-scalar gravitation (TeVeS), 2004.[16]
- Dragan Slavkov Hajdukovic fisico del CERN ha proposto una nuova teoria[17] che ipotizza la materia oscura come un'illusione creata dalla polarizzazione gravitazionale.
- Alexander Kashlinsky, ricercatore presso il Goddard Space Center della NASA ha ipotizzato che la materia oscura sia costituita da buchi neri primordiali. Tale ipotesi è stata proposta studiando i dati sulle radiazioni infrarosso di fondo osservate dal telescopio Spitzer e i dati di Chandra delle emissioni a raggi X nelle stesse regioni di cielo.[18][19]
- Una nuova teoria, basata sull'approccio MOND, è stata proposta nel 2021 da Constantinos Skordis e Tom Złośnik, e sarebbe in grado di riprodurre le osservazioni sulla radiazione cosmica di fondo senza far ricorso alla materia oscura.[20][21]
- la teoria MOND è stata generalizzata nella teoria AQUAL, acronimo di "A Quadratic Lagrangiana", che introduce nella formula della gravitazione di Newton un piccolo termine indipendente dalla distanza pari a circa 10 bilionesimi di g, sufficiente per spiegare le curve di rotazione galattica.[22]
- Richard Lieu, astrofisico dell'Università dell'Alabama a Huntsville, nel giugno 2024 ha proposto un modello secondo il quale la materia oscura non esiste e la gravità può essere causata anche in assenza di massa da gusci concentrici di strati di materia positiva e negativa che si annullano reciprocamente, dando origine a una materia netta nulla. La sua è la prima costruzione matematica che ipotizza l'esistenza della gravità in assenza di massa.[23]
- Patrick Leportier riuscirebbe a spiegare i fenomeni attribuiti alla materia oscura che osserviamo nella nostra galassia e oltre attraverso una diversa interpretazione del principio di sovrapposizione gravitazionale.[24]